# 橋立町
橋立町是奉天滿鐵附屬地的一個町。位於今天的中華人民共和國遼寧省瀋陽市和平區，在千代田通（今中華路）以東，鄰接宮島町、松島町和日吉町。其范围相当于今昆明北街。